# Doctrina Wolfowitz

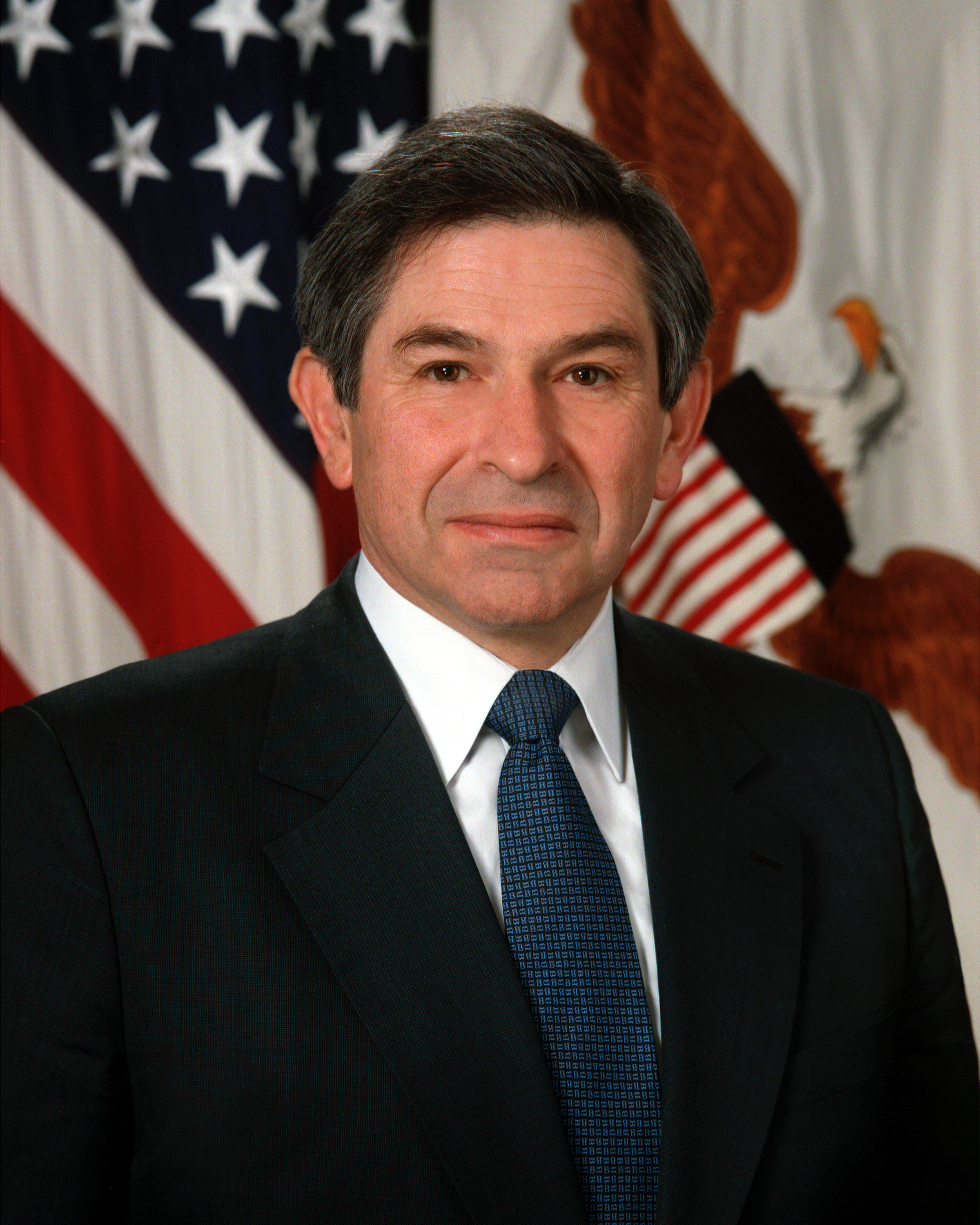
Paul Wolfowitz, promotor de la doctrina

Doctrina Wolfowitz es un nombre extraoficial de la versión inicial de la Guía de Planificación de la Defensa para los años fiscales de 1994 a 1999 (fechada el 18 de febrero de 1992) publicada por el Subsecretario de Defensa para la Política de EE.UU Paul Wolfowitz y su adjunto Scooter Libby. No estaba previsto que se hiciera público, pero se filtró al New York Times el 7 de marzo de 1992, y provocó una controversia pública sobre la política exterior y de defensa de Estados Unidos.  El documento fue ampliamente criticado como imperialista, ya que el documento esbozaba una política de unilateralismo y de acción militar preventiva para suprimir las posibles amenazas de otras naciones y evitar que las dictaduras ascendieran a la categoría de superpotencia.
Tal fue el clamor que el documento se reescribió apresuradamente bajo la estrecha supervisión del Secretario de Defensa de Estados Unidos Dick Cheney y el Jefe del Estado Mayor Conjunto Colin Powell antes de ser publicado oficialmente el 16 de abril de 1992. Muchos de sus principios resurgieron en la Doctrina Bush, que fue descrita por el senador Edward M. Kennedy como «un llamamiento al imperialismo americano del siglo XXI que ninguna otra nación puede o debe aceptar».
Wolfowitz fue el responsable último de la Guía de Planificación de la Defensa, ya que se publicó a través de su oficina y reflejaba su perspectiva general. La tarea de preparar el documento recayó en Libby, que delegó el proceso de redacción de la nueva estrategia en Zalmay Khalilzad, miembro del personal de Libby y antiguo ayudante de Wolfowitz. En la fase inicial de redacción del documento, Khalilzad solicitó la opinión de una amplia muestra de personas del Pentágono, tanto internas como externas, entre las que se encontraban Andrew Marshall, Richard Perle y el mentor de Wolfowitz en la Universidad de Chicago, el estratega nuclear Albert Wohlstetter. Tras completar el borrador en marzo de 1992, Khalilzad pidió permiso a Libby para distribuirlo a otros funcionarios del Pentágono. Libby accedió y en tres días el borrador de Khalilzad fue entregado al New York Times por «un funcionario que creía que este debate sobre la estrategia de la posguerra fría debía ser de dominio público».

## Artículos de doctrina

### Estatus de superpotencia
La doctrina anuncia el estatus de Estados Unidos como la única superpotencia que queda en el mundo tras el colapso de la Unión Soviética al final de la Guerra Fría y proclama que su principal objetivo es conservar ese estatus.

Nuestro primer objetivo es evitar la reaparición de un nuevo rival, ya sea en el territorio de la antigua Unión Soviética o en cualquier otro lugar, que suponga una amenaza del orden de la que suponía antes la Unión Soviética. Esta es una consideración dominante que subyace en la nueva estrategia de defensa regional y requiere que nos esforcemos por evitar que cualquier potencia hostil domine una región cuyos recursos, bajo un control consolidado, serían suficientes para generar un poder global.

Esto se reescribió sustancialmente en el comunicado del 16 de abril.

Nuestro objetivo más fundamental es disuadir o derrotar los ataques de cualquier origen... El segundo objetivo es reforzar y ampliar el sistema de acuerdos de defensa que une a las naciones democráticas y afines en la defensa común contra la agresión, crear hábitos de cooperación, evitar la renacionalización de las políticas de seguridad y proporcionar seguridad a un coste menor y con menores riesgos para todos. Nuestra preferencia por una respuesta colectiva para impedir las amenazas o, en caso necesario, hacerles frente es una característica clave de nuestra estrategia de defensa regional. El tercer objetivo es impedir que cualquier potencia hostil domine una región crítica para nuestros intereses, y también reforzar así las barreras contra la reaparición de una amenaza global para los intereses de Estados Unidos y nuestros aliados.

### Primacía de EE.UU.
La doctrina establece el papel de liderazgo de Estados Unidos dentro del nuevo orden mundial.

Estados Unidos debe mostrar el liderazgo necesario para establecer y proteger un nuevo orden que promete convencer a los competidores potenciales de que no necesitan aspirar a un papel mayor ni adoptar una postura más agresiva para proteger sus intereses legítimos. En los ámbitos no relacionados con la defensa, debemos tener suficientemente en cuenta los intereses de las naciones industriales avanzadas para disuadirlas de que desafíen nuestro liderazgo o traten de anular el orden político y económico establecido. Debemos mantener el mecanismo para disuadir a los competidores potenciales de aspirar siquiera a un papel regional o global más amplio.

Esto fue sustancialmente reescrito en el comunicado del 16 de abril.

Una de las principales tareas a las que nos enfrentamos hoy en día para dar forma al futuro es llevar las alianzas de larga duración a la nueva era, y convertir las viejas enemistades en nuevas relaciones de cooperación. Si nosotros y otras democracias líderes seguimos construyendo una comunidad de seguridad democrática, es probable que surja un mundo mucho más seguro. Si actuamos por separado, podrían surgir muchos otros problemas.

### Unilateralismo
La doctrina resta valor a las coaliciones internacionales.

Al igual que la coalición que se opuso a la agresión iraquí, debemos esperar que las futuras coaliciones sean asambleas ad hoc, que a menudo no duren más allá de la crisis a la que se enfrentan, y que en muchos casos sólo conlleven un acuerdo general sobre los objetivos a alcanzar. No obstante, la sensación de que el orden mundial está respaldado en última instancia por Estados Unidos será un importante factor de estabilización.

Esto fue reescrito con un cambio de énfasis en el comunicado del 16 de abril.

Ciertas situaciones, como la crisis que condujo a la Guerra del Golfo, probablemente engendrarán coaliciones ad hoc. Debemos planificar para maximizar el valor de dichas coaliciones. Esto puede incluir funciones especializadas para nuestras fuerzas, así como el desarrollo de prácticas de cooperación con otros.

### Intervención preventiva
La doctrina establecía el derecho de EE. UU. a intervenir cuando y donde lo creyera necesario.

Aunque Estados Unidos no puede convertirse en el policía del mundo, al asumir la responsabilidad de corregir todos los errores, mantendremos la responsabilidad preeminente de abordar selectivamente aquellos errores que amenacen no sólo nuestros intereses, sino los de nuestros aliados o amigos, o que puedan perturbar gravemente las relaciones internacionales.

Esto se suavizó ligeramente en el comunicado del 16 de abril.

Aunque Estados Unidos no puede convertirse en el policía del mundo y asumir la responsabilidad de resolver todos los problemas de seguridad internacional, tampoco podemos permitir que nuestros intereses críticos dependan únicamente de mecanismos internacionales que pueden ser bloqueados por países cuyos intereses pueden ser muy diferentes a los nuestros. Cuando los intereses de nuestros aliados se vean directamente afectados, debemos esperar que asuman una parte adecuada de la responsabilidad, y en algunos casos que desempeñen el papel principal; pero mantenemos las capacidades para abordar selectivamente aquellos problemas de seguridad que amenacen nuestros propios intereses.

### Amenaza rusa
La doctrina destacaba la posible amenaza que suponía una Rusia resurgente.

Seguimos reconociendo que colectivamente las fuerzas convencionales de los estados que antes componían la Unión Soviética conservan el mayor potencial militar de toda Eurasia; y no descartamos los riesgos para la estabilidad en Europa derivados de una reacción nacionalista en Rusia o de los esfuerzos por reincorporar a Rusia las nuevas repúblicas independientes de Ucrania, Bielorrusia y posiblemente otras... Sin embargo, debemos tener en cuenta que el cambio democrático en Rusia no es irreversible y que, a pesar de sus actuales dificultades, Rusia seguirá siendo la potencia militar más fuerte de Eurasia y la única potencia del mundo con capacidad para destruir a Estados Unidos.

Esto fue eliminado del comunicado del 16 de abril en favor de un enfoque más diplomático.

Estados Unidos tiene un interés significativo en promover la consolidación democrática y las relaciones pacíficas entre Rusia, Ucrania y las demás repúblicas de la antigua Unión Soviética.

### Oriente Medio y suroeste de Asia
La doctrina aclaró los objetivos generales en Oriente Medio y el sudoeste de Asia.

En Oriente Medio y el suroeste de Asia, nuestro objetivo general es seguir siendo la potencia exterior predominante en la región y preservar el acceso de Estados Unidos y Occidente al petróleo de la región.  También pretendemos disuadir de nuevas agresiones en la región, fomentar la estabilidad regional, proteger a los ciudadanos y bienes estadounidenses y salvaguardar nuestro acceso a las vías aéreas y marítimas internacionales. Tal y como demostró la invasión de Kuwait por parte de Irak, sigue siendo fundamental evitar que un hegemón o una alineación de potencias domine la región. Esto se refiere especialmente a la península arábiga. Por lo tanto, debemos seguir desempeñando un papel a través de una mayor disuasión y una mejor seguridad cooperativa.

El comunicado del 16 de abril era más circunspecto y reafirmaba los compromisos de Estados Unidos con Israel y con sus aliados árabes.

En Oriente Medio y el Golfo Pérsico, buscamos fomentar la estabilidad regional, disuadir la agresión contra nuestros amigos e intereses en la región, proteger a los ciudadanos y propiedades estadounidenses, y salvaguardar nuestro acceso a las vías aéreas y marítimas internacionales y al petróleo de la región. Estados Unidos está comprometido con la seguridad de Israel y con el mantenimiento de la ventaja cualitativa que es fundamental para la seguridad de Israel. La confianza de Israel en su seguridad y la cooperación estratégica entre Estados Unidos e Israel contribuyen a la estabilidad de toda la región, como se demostró una vez más durante la Guerra del Golfo Pérsico. Al mismo tiempo, nuestra ayuda a nuestros amigos árabes para que se defiendan de las agresiones también refuerza la seguridad en toda la región, incluso para Israel.